# Sarpreet Singh
Sarpreet Singh est un footballeur néo-zélandais né le 20 février 1999 à Auckland. Il joue au poste de milieu offensif au FK TSC Bačka Topola.

## Biographie

### En club

#### Wellington Phoenix
Il rejoint le centre de formation des Wellington Phoenix en 2015 à 15 ans.

##### Équipe réserve des Phoenix
Sarpreet Singh joue son premier match avec l' équipe réserve des Wellington Phoenix le 15 novembre 2015 contre Canterbury (victoire 3-0 de son équipe lors de la première journée du championnat). Il délivre une passe décisive lors de la quatrième journée du championnat contre Waitakere United. Singh marque son premier but avec la réserve du club néo-zélandais le 30 janvier 2016 lors du match retour face à Canterbury United. 

##### Débuts professionnels
Singh joue son premier match professionnel face aux Australiens du Melbourne City FC (le championnat australien comportant des équipes néo-zélandaises) le 18 février 2017.
Le 1er juin 2017, il signe son premier contrat pro avec le Wellington Phoenix. 
Il est pour la première fois titulaire le 17 février 2018 face à Perth Glory. Lors de ce match il marque son premier but en professionnel. Il est de nouveau buteur deux semaines plus tard. Le 14 avril 2018 face à Melbourne City FC. Le 22 décembre 2018 il marque un but et délivre une passe décisive face à Brisbane Roar. Le 19 mars 2019 il marque un doublé et délivre deux passes décisives contre les Central Coast Mariniers lors d' un match remporté sur le score fleuve de 8-2.

#### Bayern Munich
Lors de l' été 2019 il s' engage avec le Bayern Munich contre la somme de 650 000 euros. Il prend ensuite part au tournoi amical de pré-saison aux États-Unis contre Arsenal, le Real Madrid et le Milan AC. 

##### Débuts en réserve
Le 19 septembre 2019, Singh joue son premier match de troisième division avec l'équipe réserve du Bayern face à Hallescher FC. Il délivre une passe décisive au match suivant et inscrit son premier but avec le Bayern II lors de son troisième match. 
L'équipe réserve du club bavarois finit championne de troisième division allemande au cours de la saison. Singh est un des jeunes cadres de cette équipe avec Joshua Zirkzee, Christian Früchtl, Chris Richards, Leon Dajaku, Mickaël Cuisance ou encore Jamal Musiala.

##### Avec l'équipe 1 du Bayern
La 14 décembre 2019 il joue son premier match avec l'équipe première du Bayern en entrant en jeu à huit minutes de la fin du match face au Werder Brême lors d'une victoire sur le score de 6-1. Le 20 juin 2020 Singh joue son deuxième match avec le Bayern en étant pour la première fois titulaire face au SC Fribourg.

### En sélection
Avec les moins de 17 ans, il participe au championnat d'Océanie des moins de 17 ans en 2015. Lors de cette compétition, il joue cinq matchs. Il s'illustre en délivrant cinq passes décisives : une contre les Fidji, puis deux contre la Papouasie-Nouvelle-Guinée, et enfin deux contre le Vanuatu en demi-finale. La Nouvelle-Zélande remporte le tournoi, avec sept victoires en sept matchs. Il dispute ensuite quelques mois plus tard la Coupe du monde des moins de 17 ans organisée au Chili. Lors du mondial junior, il joue quatre matchs. Il délivre une nouvelle passe décisive face au Paraguay en phase de poule. La Nouvelle-Zélande s'incline en huitièmes de finale face au Brésil.
Par la suite, avec les moins de 20 ans, il participe au championnat d'Océanie des moins de 20 ans en 2016. Il joue cinq matchs lors de ce tournoi. Il se fait de nouveau remarquer en délivrant quatre passes décisives : deux contre les îles Cook, une contre Tahiti, et enfin une dernière lors de la finale remportée face au Vanuatu. Il dispute ensuite l'année suivante la Coupe du monde des moins de 20 ans organisée en Corée du Sud. Lors du mondial junior, il joue deux matchs. Les Néo-Zélandais s'inclinent en huitièmes de finale, en étant sèchement battus par les États-Unis (défaite 6-0). Il dispute ensuite à nouveau la Coupe du monde des moins de 20 ans en 2019. Lors du mondial junior organisé en Pologne, il joue quatre matchs. Il inscrit un but lors du premier match contre le Honduras. Les Néo-Zélandais s'inclinent une nouvelle fois en huitièmes de finale, face à la Colombie, après une séance de tirs au but.
Il reçoit sa première sélection en équipe de Nouvelle-Zélande A le 24 mars 2018, en amical contre le Canada (défaite 1-0). Il inscrit son premier but le 2 juin de la même année, en amical contre le Kenya (défaite 2-1). Quelques jours plus tard, il délivre une passe décisive contre Taïwan (victoire 0-1), puis deux passes décisives contre l'Inde (victoire 1-2).

## Palmarès

### Club
| Bayern Munich - Championnat d'Allemagne - Champion : 2019-20 - Coupe d'Allemagne - Vainqueur : 2020 |

### Sélection
- Vainqueur du championnat d'Océanie des moins de 17 ans en 2015 avec l'équipe de Nouvelle-Zélande des moins de 17 ans
- Vainqueur du championnat d'Océanie des moins de 20 ans en 2016 avec l'équipe de Nouvelle-Zélande des moins de 20 ans